# Lachuá-tó
A Lachuá-tó egy kerek tó (vízzelt telt, nagy méretű cenote) Guatemala Alta Verapaz megyéjében. A kénes szagú tó neve a maja kekcsi nyelv li chu ha’ kifejezéséből származik, amelynek jelentése „bűzös víz”. A tó egy nemzeti park belsejében fekszik.
A tavat szinte érintetlen vadon veszi körül, bár partján már megjelentek a turistákat kiszolgáló létesítmények is. Környékén egyes források szerint akár 300 vándormadárfaj is megfigyelhető, más leírás szerint 220 növényfaj mellett összesen (legalább) 210 emlős- és madárfaj él a tó körül. Az állatok között megtalálhatók például a krokodilok, a tapírok, a jaguárok és a mexikói bőgőmajmok is.
A Lachuá-tóhoz vezető gyalogút bejárata az Alta Verapaz megye északi részén található Chisec városából egy aszfaltos burkolattal nem rendelkező úton nyugati irányba elindulva körülbelül 90 kilométer megtétele után érhető el. Innen mintegy 4 km-nyi, fák árnyékában történő gyaloglás után juthatunk el a tóhoz. Az út felénél kilátóhelyet alakítottak ki, a tó partján táborozásra is lehetőség van, illetve felépült néhány ház is, amelyekben a esti világításhoz szükséges áramot napenergia biztosítja.

## Képek

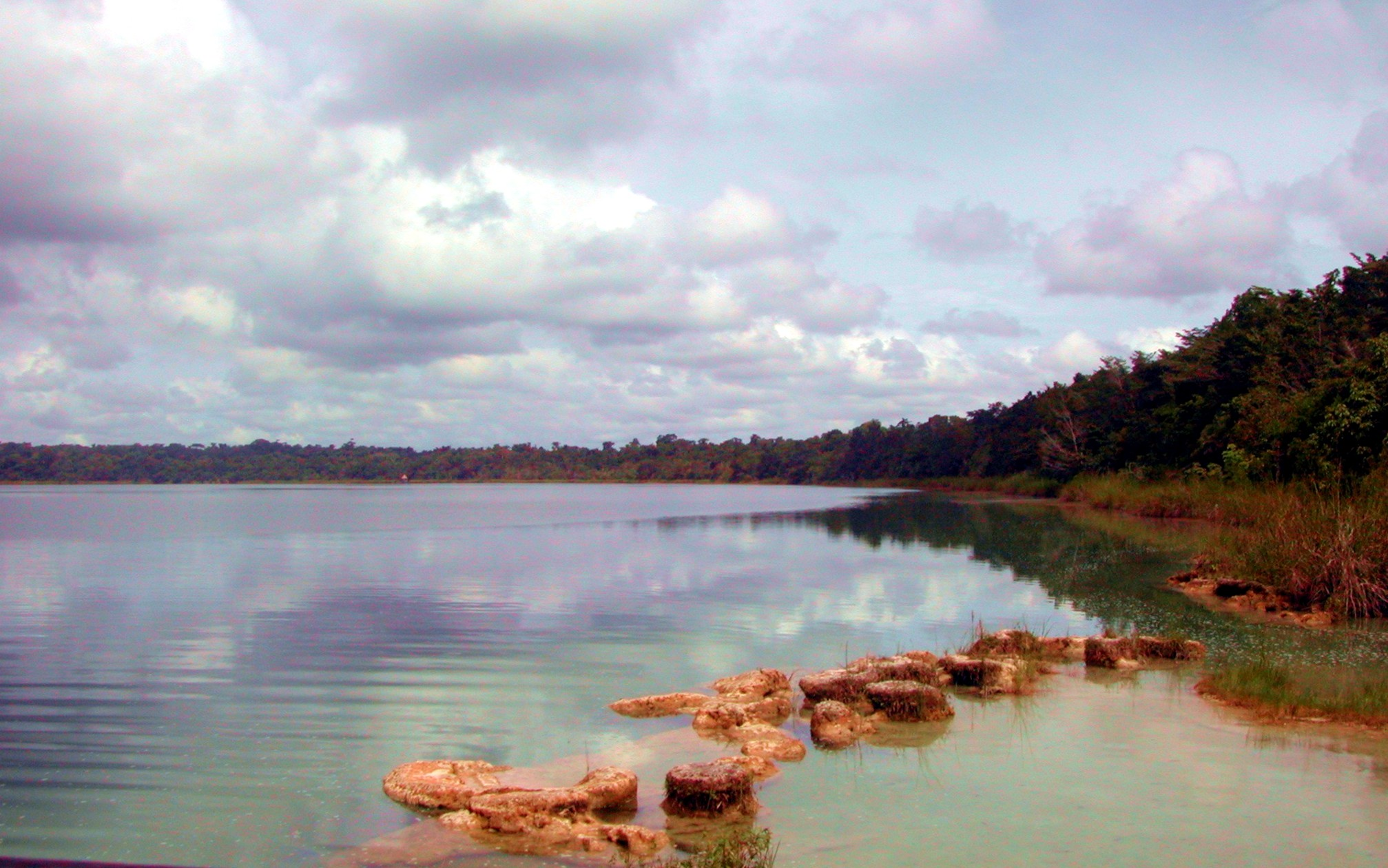
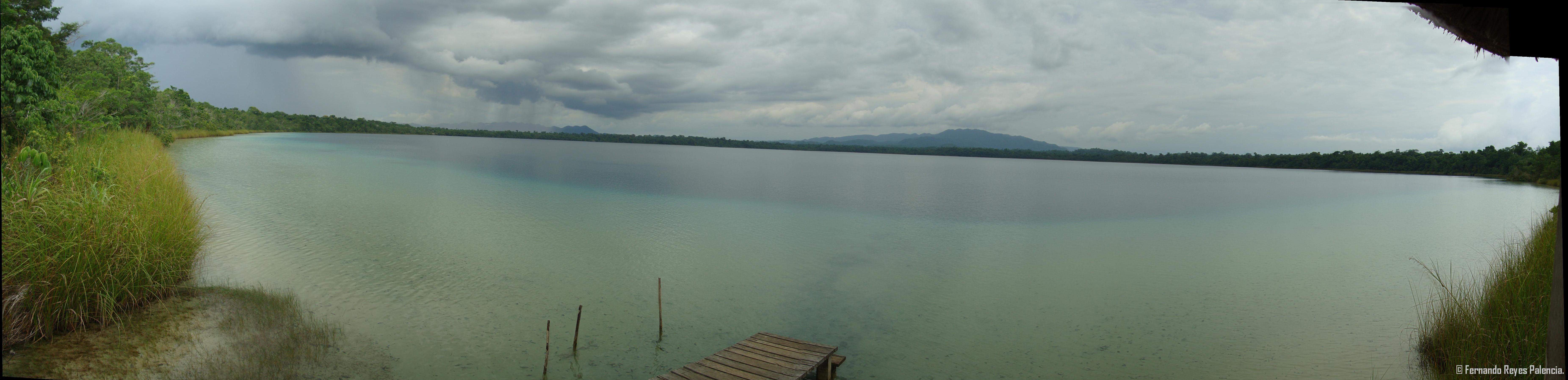
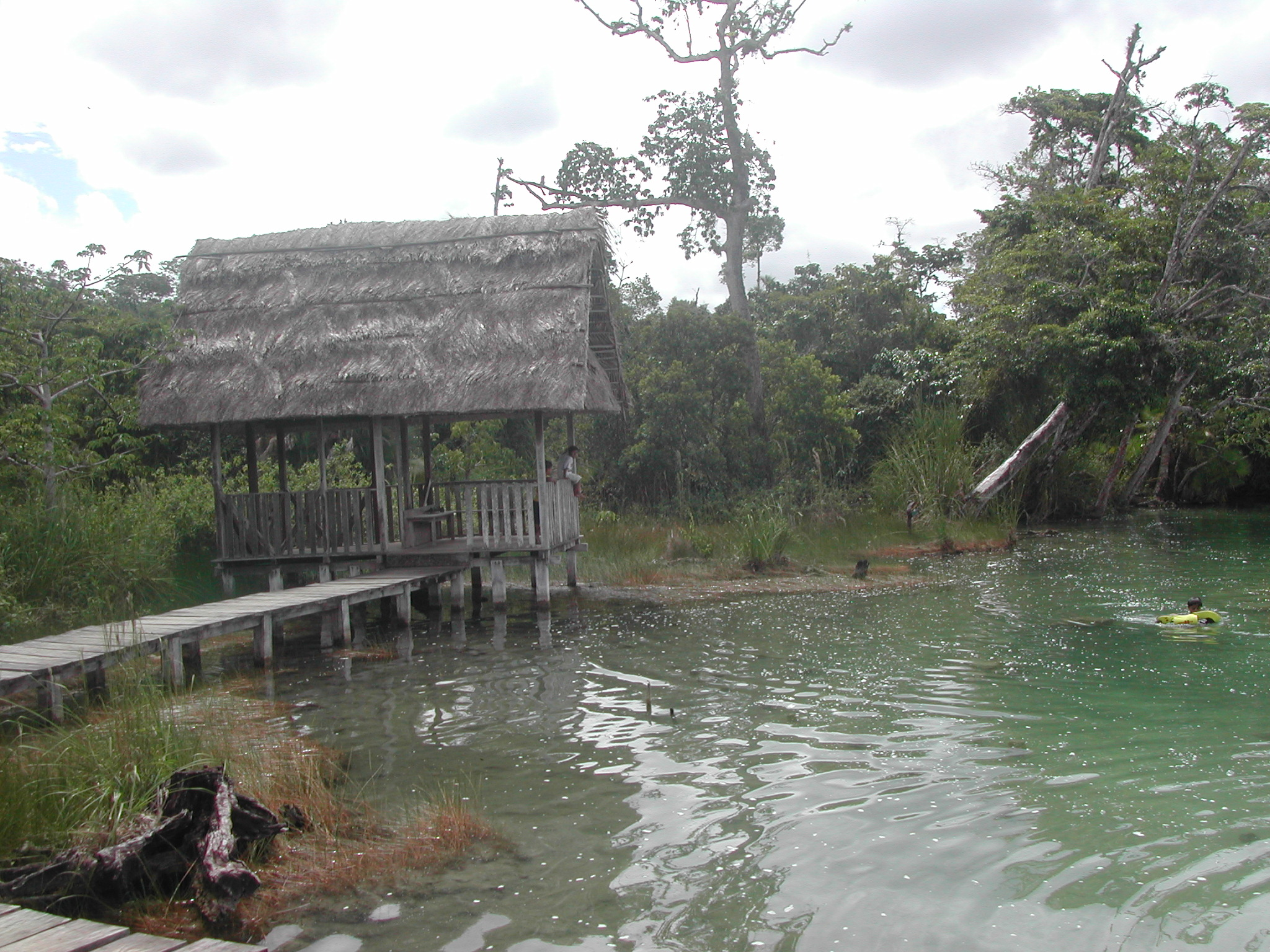
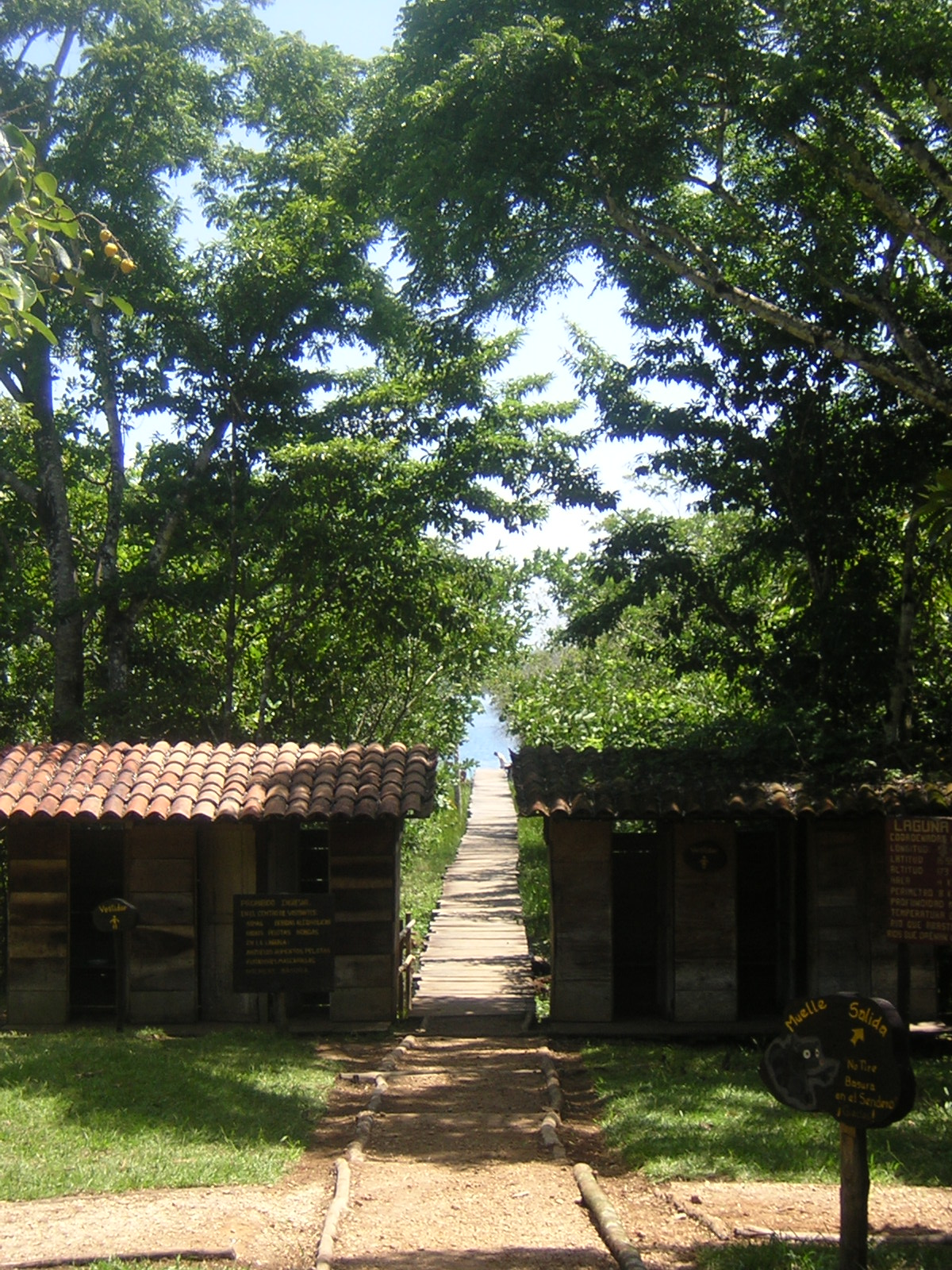